# Knockhill Racing Circuit
Der Knockhill Racing Circuit in Fife ist Schottlands nationales Motorsport-Zentrum. Die Strecke liegt ungefähr 16 Kilometer nördlich von Dunfermline und wurde 1974 eröffnet.

## Geschichte

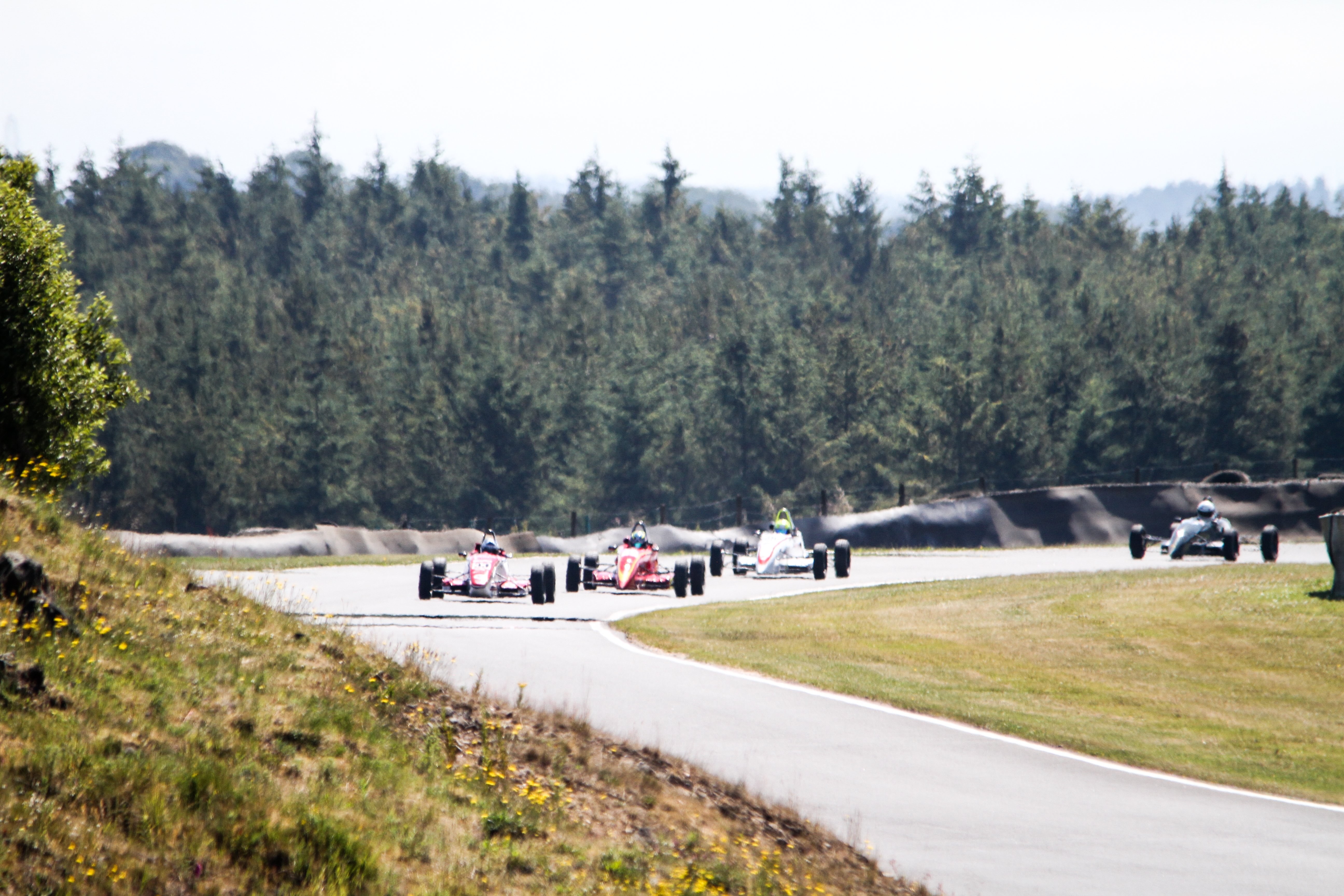
Formel Ford Rennen auf dem Knockhill Racing Circuit

Die Strecke war das Werk des örtlichen Landwirts und Motorradrennsportfans Tom Kinnaird, der regelmäßig zu Veranstaltungen im ganzen Land reiste, aber davon träumte, Motorsport etwas näher an seinem Wohnort erleben zu können. Auf seinem Ackerland befanden sich mehrere Anliegerstraßen und eine stillgelegte Eisenbahnlinie. Im Jahr 1972 machte sich Kinniard mit seinem Bagger daran, entlang der Routen und der Trasse eine Rennstrecke zu bauen. Im Herbst 1974 war die 1,3 Meilen lange Strecke fertiggestellt, die eine Abfolge von Kurven, Gefällen und Anstiegen mit einem Höhenunterschied vom höchsten bis zum tiefsten Punkt von 37 Metern aufwies.
Nach einem Jahr verpachtete Kinnard die Anlage an den Teambesitzer Denis Dobbie der weitere Investitionen an der Anlage vornahm. 1984 ging die Anlage in den Besitz des heutigen Eigentümers Derek Butcher über.
Zu den Ehren des ehemaligen schottischen Rennfahrers David Leslie, der 2008 bei einem Flugzeugabsturz ums Leben kam, wurde die zweite Kurve nach Start und Ziel nach diesem benannt.

## Streckenbeschreibung

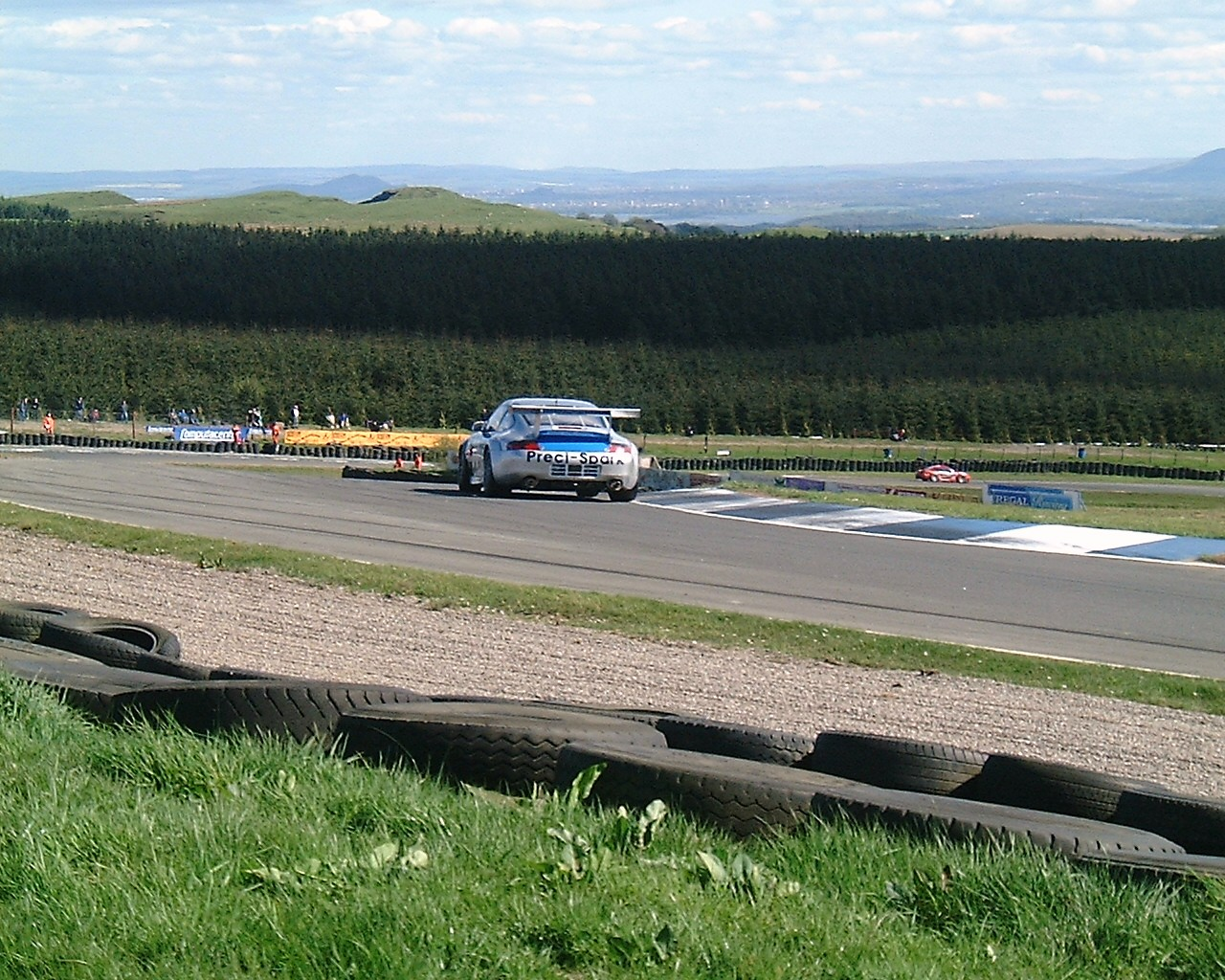
Erste Kurve nach Start-Ziel: Duffus Dip

Ihre Länge beträgt 2,1 Kilometer bei einer Breite von zehn Metern. Die Strecke kann in beide Richtungen befahren werden. Es gibt prinzipiell 4 Layouts:
- Das 2,1 km lange International Layout mit 9 Kurven.
- Das etwas kürzere 1,9 km lange National Layout mit 10 Kurven.
- ein 483 m langes Trioval
- Eine Rallycross und Supermoto-Strecke mit geschotterten Abschnitten.

Daneben bietet die Anlage noch einen geschotterten Rallye-Kurs auf dem Gelände des öffentlichen Parkplatz der Strecke sowie eine kurze Kartbahn im Fahrerlager-Bereich.
Das International Layout weist eine Streckenhomologation nach FIA-Grad 3 auf.

## Veranstaltungen

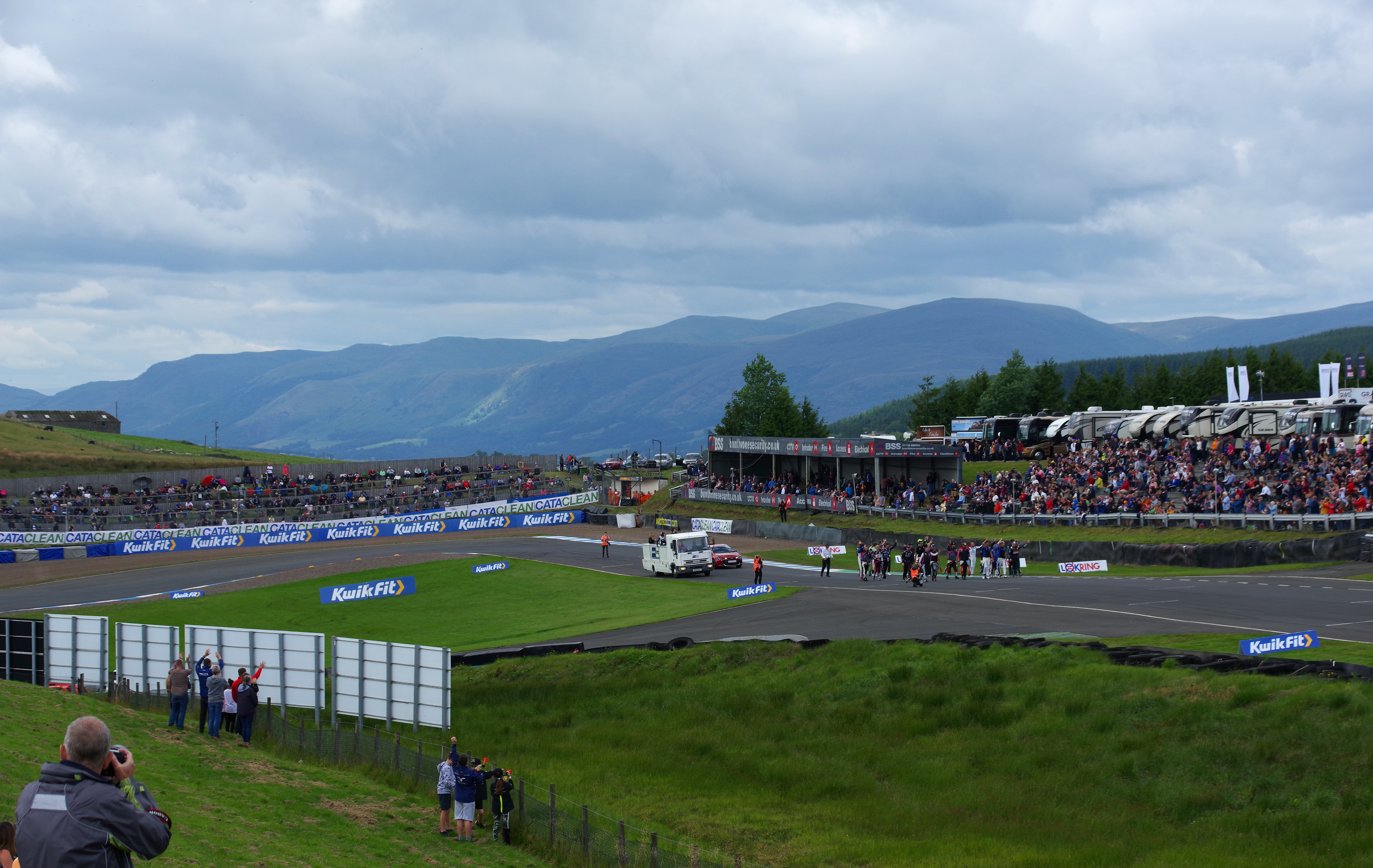
Hairpin und Beginn der Start-Ziel-Gerade zum BTCC-Lauf 2021

Auf dem Kurs finden Veranstaltungen von sowohl Motorrad- als auch Tourenwagen- und Stockcar-Rennserien statt. Saisonhöhepunkte sind die Meetings der seit 1992 gastierenden BTCC und der British Superbike Championship. Aktuell (Stand 2025) starten daneben unter anderem folgende Serien auf der Strecke:
- Porsche Carrera Cup Great Britain
- Britische Formel 4 Meisterschaft
- UK National Legends Cars Championship
- Britischer Caterham Cup
- Britische Supersport-Meisterschaft
- British Sidecar Championship